# ألفية ابن مالك
ألفية ابن مالك والمسماة أيضًا بـ «الخلاصة» هي متن شعري من نظم الإمام محمد بن عبد الله بن مالك الطائي الجياني، من أهم المنظومات النحوية واللغوية، لما حظيت به من عناية العلماء والأدباء الذين انْبَرَوْا للتعليق عليها، بالشروح والحواشي، ومتن اختصرها من منظومته الكبرى «الكافية الشافية»، والذي جمع فيه خلاصة علمي النحو والتصريف، في أرجوزة ظريفة، مع الإشارة إلى مذاهب العلماء، وبيان ما يختاره من الآراء، أحيانًا. وقد كثر إقبال العلماء على هذا الكتاب من بين كتبه بنوع خاص، حتى طويت مصنفات أئمة النحو من قبله، ولم ينتفع من جاء بعده بأن يحاكوه أو يدعوا أنهم يزيدون عليه وينتصفون منه، ولو لم يشر في خطبتهِ إلى ألفية ابن معطي لما ذكره الناس، ولا عرفوه. وحظيت ألفية ابن مالك بقبول واسع لدى دارسي النحو العربي، فحرصوا على حفظها وشرحها أكثر من غيرها من المتون النحوية، وذلك لما تميزت به من التنظيم، والسهولة في الألفاظ، والإحاطة بالقواعد النحوية والصرفية بإيجاز، مع ترتيب محكم لموضوعات النحو، واستشهاد دقيق لكل منها، فهي تُدرس في العديد من المدارس والمعاهد خاصةً الدينية واللغوية.
ولقد تفوقت ألفية ابن مالك على ألفية ابن معطي، حيث قال ابن مالك:
وتمتاز ألفية ابن مالك عن ألفية ابن معطي بأنها من بحر واحد هو الرجز، وتلك من البحرين السريع والرجز، وأنها أكثر أحكامًا منها.
ولجلال الدين السيوطي ألفية زاد فيها على هذه كثيرًا، وقال في أولها:
لكن السيوطي يقول: فائقة ألفية ابن مالك لكونها واضحة المسالك وليست أوضح من ألفية ابن مالك، فهي لا تكاد يفهم منها شيء. ولعلي نور الدين الأجهوري المالكي ألفية زاد فيها على السيوطي وقال:

## التسمية
شاع في القرون المتأخرة لفظ الألفية(1) على القصائد الطويلة والتي تبلغ عدد أبياتها الألف بيت تقريبًا، زاد أو نقص قليلًا؛ وأول من استخدم لفظ الألفية هو ابن معطي في ألفيته المسماة بـ«الدرة الألفية»، وذكر في البيت الأخير من نظمه حيث قال:
كما شاع لفظ «الألفية»(2) على متن «الخلاصة»،(3) وجاءت هذه التسمية من أن أبياتها ألفُ بيت من الرجز. وقد ذكرها ابن مالك في نظمه هذا بهذا الاسم في البيت الثالث حيث قال:
وتسمية «الخلاصة» مأخوذة من قوله في آخر النظم حيث قال:

## ترجمة المؤلف
محمد بن عبد الله بن محمد بن عبد الله بن مالك الطائي الجياني المكنى بأبي عبد الله، المتوفَّى سنة 672 هـ. وهو عالم لغوي، ونحوي، ومن أهم النحاة في القرن السابع الهجري، وُلِد بالأندلس، وهاجر إلى الشام، واستقر بدمشق، ووضع مؤلفات كثيرة؛ تلقى تعليمه على عدد من علماء الأندلس كأبي علي الشلوبين، ثم ارتحل إلى المشرق فنزل حلب واستزاد من العلم من ابن الحاجب وابن يعيش. وقد كان إمامًا في النحو واللغة وعالمًا بأشعار العرب والقراءات ورواية الحديث، ومما يذكر عنه أنه كان يسهل عليه نظم الشعر مما جعله يخلف منظومات شعرية متعددة منها الألفية وكذلك الكافية الشافية في ثلاثة آلاف بيت وغيرها.

## منهاج ابن مالك في الألفية

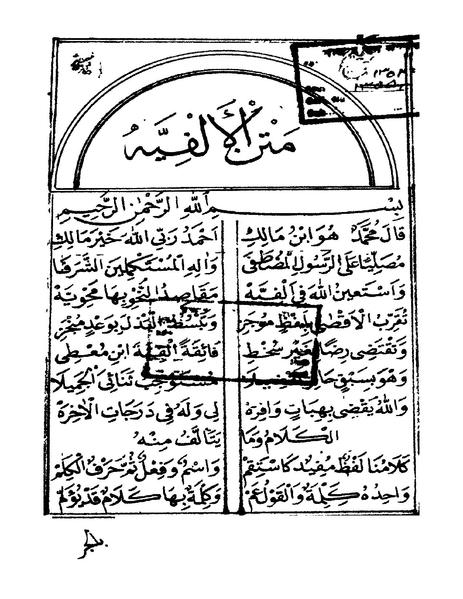
مقدمة ألفية ابن مالك، نسخة من 23 ذي الحجة سنة 1309 هـ، طبعة مطبوعة بمطبعة محمد أبو زيد.

- بدأ ابن مالك في نظمه بالحمد والثناء لله، ومن ثم أثنى على من سبقه في النظم وهو نظم ابن معطي؛ وبعد ذلك ابتدأ ابن مالك بالباب الأول من النحو، وهو باب الكلام وما يتألف منه.[14]
- اعتمد ابن مالك في ألفيته بالتمثيل في التعريف بالمصطلحات والمفاهيم النحوية من ذلك قوله في البيت الأول، من باب الكلام وما يتألف منه:

حيث اختصر ابن مالك تعريف الكلام بـ «اللفظ المفيد» ومثل ذلك بقوله «كاستقم». والكلام عند النحاة هو عبارة عن اللفظ المفيد فائدة يحسن السكوت عليه.
- التنبيه على الأحكام القلة، حيث استعمل ابن مالك هذا الأسلوب كثيرًا في نظمه، من ذلك قوله في البيت الواحد والسبعين، من باب النكرة والمعرفة:

أشار بهذا إلى أن الفصيح في لدني إثبات النون كقوله تعالى: ﴿قَدْ بَلَغْتَ مِن لَّدُنِّي عُذْرًا﴾ [[الكهف: 76]]. ويقل حذفها كقراءة من قرأ من لدني بالتخفيف. والكثير في قد وقط ثبوت النون نحو: قدني وقطني، ويقل الحذف نحو: قدي وقطي أي حسبي وقد اجتمع الحذف.
- التنبيه على المسائل الشاذة ومن ذلك قوله في البيت السابع والثلاثين، من باب المعرب والمبني:

أولو لأنه لا واحد له من لفظه وعالمون جمع عالم وعالم كرجل اسم جنس جامد وعليون اسم لأعلى الجنة وليس فيه الشروط المذكورة لكونه لما لا يعقل وأرضون جمع أرض وأرض اسم جنس جامد مؤنث والسنون جمع سنة والسنة اسم جنس مؤنث فهذه كلها ملحقة بالجمع المذكر لما سبق من أنها غير مستكملة للشروط.
- التنبيه على المسائل النادرة ومن ذلك قوله في البيت التاسع والستين، من باب النكرة والمعرفة:

والكثير في لسان العرب ثبوتها وبه ورد القرآن الكريم ﴿يَا لَيْتَنِي كُنْتُ مَعَهُمْ﴾ [[النساء: 73]]. وأما لعل فذكر أنها بعكس ليت فالفصيح تجريدها من النون كقوله تعالى حكاية عن فرعون: ﴿لَعَلِّي أَبْلُغُ الأَسْبَابَ﴾ [[غافر: 36]]. ويقل ثبوت النون، فوصف ليتي بالندور.
- التنبيه على المسائل الجائزة ومن ذلك قوله في البيت الثالث والسبعون بعد المئة، من باب الأفعال المقاربة:

ويشير إلا أنه يجوز في عسى إذا أضيفت إلى ضمير رفع متحرك كسر السين وفتح السين.
- التنبيه على الحسن ومن ذلك قوله في البيت التاسع والستين، من باب المعرب والمبني:

وإليه أشار بقوله والنقص في هذا الأخير أحسن أي النقص في هن أحسن من الإتمام والإتمام جائز لكنه قليل.

## الأبواب والفصول
تتعدد فصول وأبواب ألفية ابن مالك بتعدد فصول النحو وأبوابه، وفي الوقت نفسه يتفاوت طول كل فصل أو باب بحسب ما يحتاجه من الذكر والاستشهاد وقد ابتدأ ابن مالك ألفيته بالمقدمة، والمكونة من سبعة أبيات، بدأ فيها بالتعريف عن نفسه، ومن ثم الثناء والشكر لله تعالى، متبوعًا بالصلاة على النبي محمد ﷺ، والاستعانة بالله، ومن ثم أثنى على من سبقه في النظم وهو نظم ابن معطي.
| - باب الكلام ومايتألف منه. - باب المعرب والمبني. - باب النكرة والمعرفة. - باب العلم. - باب اسم الإشارة. - باب الموصول. - باب المعرف بأدة التعريف. - باب الابتداء. - باب كان وأخواتها، ويليه فصل ما ولا ولات وأن والمشابهات بليس. - باب أفعال المقاربة. - باب إن وأخواتها. - باب لا التي لنفي الجنس. - باب ظن وأخواتها. - باب أعلم وأرى. - باب الفاعل. - باب النائب عن الفاعل. - باب اشتغال العامل عن المعمول. - باب تعدي الفاعل ولزومه. - باب التنازع في العمل. - باب المفعول المطلق. - باب المفعول له. - باب المفعول فيه وهو المسمى ظرفًا. - باب المفعول معه. - باب الاستثناء. - باب الحال. - باب التميز. - باب حروف الجرّ. - باب الإضافة. - باب المضاف إلى ياء المتكلم. - باب إعمال المصدر. - باب إعمال اسم الفاعل. - باب أبنية المصادر. - باب أبنية الفاعلين والمفعولين (والصفات المشبهات بها). - باب الصّفة المشبّهة باسم الفاعل. - باب التعجّب. - باب نِعْمَ وبئس وما جرى مجراهما. | - باب أفْعَلّ التفضيل. - باب النّعت. - باب التوكيد. - باب العطف. - باب عطف النسق. - باب البدل. - باب النداء، ويليه فصل مكمِّل له. - باب المنادى المضاف إلى ياء المتكلّم. - باب أسماء لازمت النداء. - باب الاستغاثة. - باب النّدبة. - باب الترخيم. - باب الاختصاصّ. - باب التحذير والإغراء. - باب أسماء الأفعال والأصوات. - باب نونا التوكيد. - باب ما لا ينصرف. - باب إعراب الفعل. - باب عوامل الجزم، ويليه فصل لو. - باب أمّا ولولا ولوما. - باب الإخبار بالذي، والألف واللام. - باب العدد. - باب كم وكأي وكذا. - باب الحكاية. - باب التأنيث. - باب المقصور والممدود. - باب كيفيّة تثنية المقصور والممدود وجمعهما تصحيحًا. - باب جمع التكسير. - باب التصغير. - باب النَّسَب. - باب الوقف. - باب الإمالة. - باب التصريف، ويليه فصل في زيادة همزة الوصل. - باب الإبدال، ويليه خمسة فصول تكملةً له. - باب الإدغام. |

ومن ثم ختمها بالخاتمة والمكونة من أربعة أبيات.

## الشروح والحواشي

### الشروح

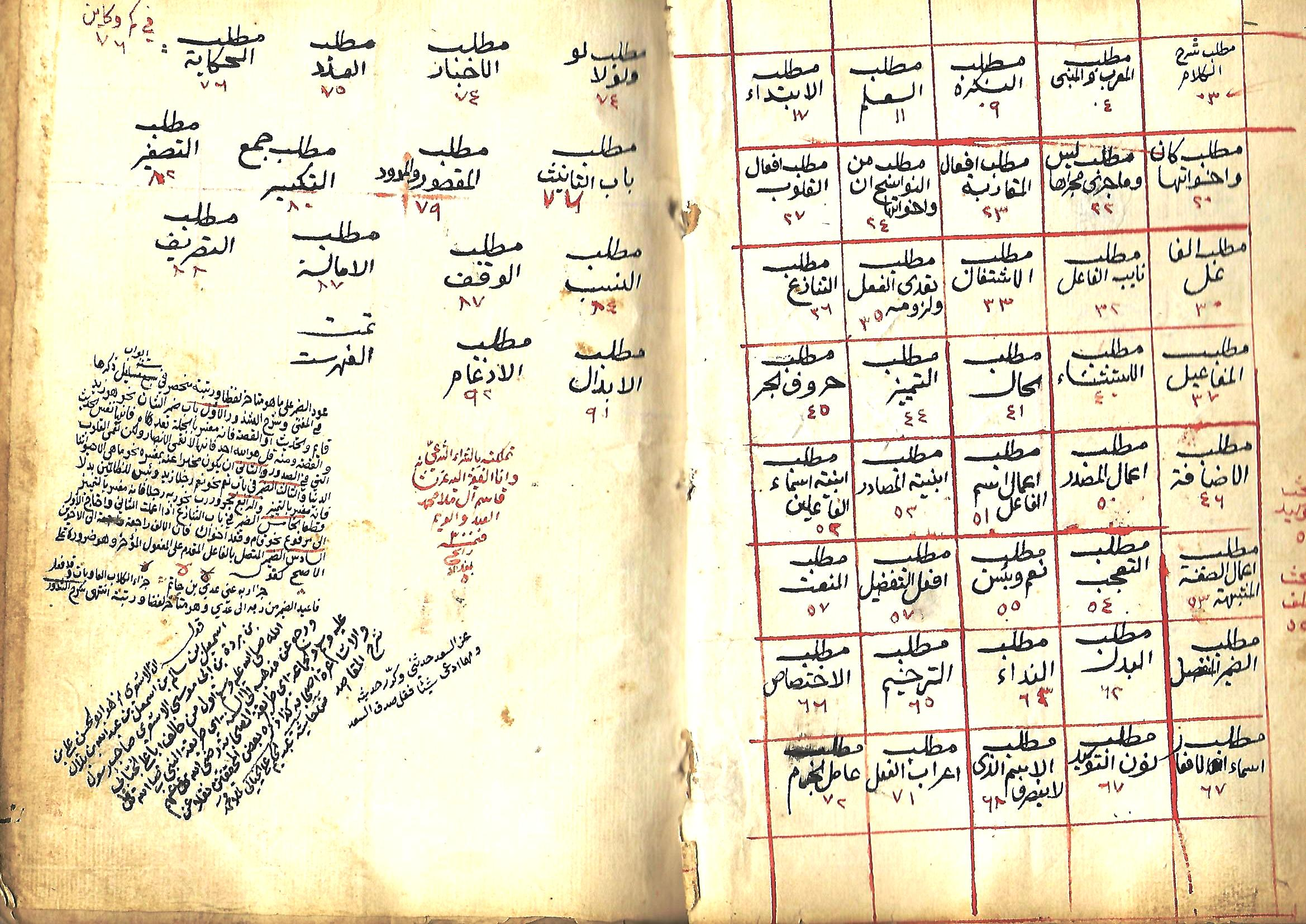
غلاف مخطوط شرح ألفية ابن مالك في النحو، المخطوط كتبه أحمد الجريسي المعروف بالصغير، ونسخه بيدهِ في 27 ذي القعدة عام 1175 هـ/1762م، ثم اشتراه الشيخ قاسم أفندي المفتي من سوق بغداد بثمن 300 قرش كما أشار بذلك على غلاف المخطوط.

كثرت كتب الشروح على ألفية ابن مالك، ولقيت ألفية ابن مالك عناية كبيرة من العلماء؛ فقام بعضهم بشرحها وإعراب أبياتها، أو وضع حواشٍ وتعليقات عليها، وقد زاد عدد شرَّاح الألفية على الأربعين، من بينهم ابن مالك نفسه، وابنه «محمد بدر الدين» المتوفَّى سنة 686 هـ، غير أن أشهر شروح الألفية وأكثرها ذيوعًا هي:
- أوضح المسالك إلى ألفية ابن مالك: للنحوي جمال الدين بن هشام الأنصاري المتوفَّى سنة 761 هـ، وقد حقَّق هذا الكتاب العالم الجليل محمد محيي الدين عبد الحميد، وصنع له شرحًا باسم، في أربعة مجلدات، وقد أقبل طلاب العلم على هذا الشرح حتى يومنا هذا.[111]
- شرح ابن عقيل على ألفية ابن مالك: لقاضي القضاة بهاء الدين عبد الله بن عقيل، المتوفَّى سنة 769 هـ، وهو يمتاز بالسهولة وحسن العرض، وقد حقَّق الشيخ محمد محيي الدين عبد الحميد هذا الكتاب، ونشره في أربعة أجزاء مع تعليقه عليه بعنوان «منحة الجليل بتحقيق شرح ابن عقيل»، وقد لقي هذا الشرح قبولًا واسعًا.[112] يُدرس الكتاب في العديد من المناهج منها المعاهد الأزهرية في مصر بجميع مراحل التعليم المختلفة.[113]
- منهج السالك إلى ألفية ابن مالك المعروف بـ «شرح الأشموني»: لأبي الحسن علي نور الدين بن محمد عيسى، المعروف بـ «الأشموني»، المتوفَّى سنة 929 هـ، وهذا الشرح يُعَدّ من أكثر كتب النحو تداولًا بين طلبة العلم من وقت تصنيفه إلى الآن، وهو من أغزر شروح الألفية مادة، وأكثرها استيعابًا لمسائل النحو ومذاهب النحاة.[13]

وبلغت العناية بأبيات الألفية أن قام بعض العلماء بإعرابها مثلما فعل الإمام «خالد الأزهري» المتوفَّى سنة 905 هـ، في كتابه «تمرين الطلاب في صناعة الإعراب»، كما قام بعض العلماء بشرح شواهد شروح الألفية، مثلما فعل «بدر الدين العيني» المتوفَّى سنة 855 هـ، في كتابه «المقاصد النحوية في شرح شواهد شروح الألفية».
- بُلغة ذوي الخصاصة، في شرح الخلاصة: لأبي عبد الله جمال الدين محمد ابن عبد الله بن محمد بن عبد الله بن مالك، الطائي، الجياني، الأندلسي، الدمشقي، المتوفى سنة 672 هـ. فقد عدّها البغدادي في مؤلفات ابن مالك نفسه، كما أشار إلى ذلك حاجي خليفة، نقلًا عن الذهبي.[114]
- الدُّرَّة المضية في شرح الألفية: للنحوي ابن النحوي العلامة بدر الدين محمد بن محمد ابن عبد الله بن مالك الطائي، الدمشقي، المعروف بـ «ابن الناظم» المتوفى سنة 686 هـ.[114][115]
- شرح الألفية لابن الفركاح: للفقيه، ولأصولي، إبراهيم بن عبد الرحمن بن سبَّاع بن ضياء، الفزاري، المصري، الدمشقي، الشافعي، المعروف بـ «ابن الفركاح»، المتوفَّى سنة 729 هـ.[116]
- إرشاد السالك إلى حل ألفية ابن مالك: للفقيه الحنبلي، والنحوي برهان الدين بن شمس الدين بن قيم الجوزية، المتوفَّى سنة 767 هـ.[117][118][119]
- شرح ألفية ابن مالك لابن عثيمين: للإمام الفقيه أبو عبد الله محمد بن صالح بن محمد بن سليمان بن عبد الرحمن العثيمين، الوهيبي، التميمي، المعروف بـ «ابن عثيمين»، المتوفَّى سنة 1421 هـ.[120]

ومن شروح ألفية ابن مالك المطبوعة أيضاً:
1. منهج السالك إلى الكلام على ألفية ابن مالك لأبي حيان الأندلسي ولم يكمله.
2. توضيح المقاصد والمسالك بشرح ألفية ابن مالك للمرادي
3. تحرير الخصاصة في تيسير الخلاصة لابن الوردي.
4. شرح ابن جابر الهواري.
5. المقاصد الشافية في شرح خلاصة الكافية لأبي إسحاق الشاطبي وهو مطبوع بمركز البحث في جامعة أم القرى.
6. شرح المكودي.
7. البهجة المرضية في شرح الألفية للسيوطي.
8. فتح الخالق المالك في حل ألفاظ كتاب ابن مالك للخطيب الشربيني وهو مطبوع بتحقيق سيد شلتوت.
9. الأزهار الزينية في شرح متن الألفية لزيني دحلان.
10. الكواكب الدرية شرح منظومة الألفية لصالح الأزهري.
11. إرشاد السالك شرح ألفية ابن مالك لعبد المجيد الشرنوبي.

### الحواشي
كثرت الحواشي على ألفية ابن مالك، وغير أن أشهر الحواشي على الألفية وأكثرها ذيوعًا هي:
- حاشية زكريا الأنصاري على شرح ابن الناظم، المسماة «الدرر السنية في شرح الألفية».
- حاشية الصبان شرح الأشموني على ألفية ابن مالك.
- حاشية الخضري على شرح ابن عقيل على ألفية ابن مالك.

## الطباعة والنشر
كثرت دور النشر الذي حققت ألفية ابن مالك، وطبعتها ونشرتها، غير أن أشهرها وأكثرها ذيوعًا هي:
- طبعة دار الكتب العلمية لألفية ابن مالك.[122]
- طبعة دار التعاون لألفية ابن مالك.[123]
- طبعة دار المنهاج لألفية ابن مالك.[124]
- طبعة مكتبة دار العروبة لألفية ابن مالك.[125]
- طبعة المكتبة الشعبية لألفية ابن مالك.[126]